# Thusnelda Kühl

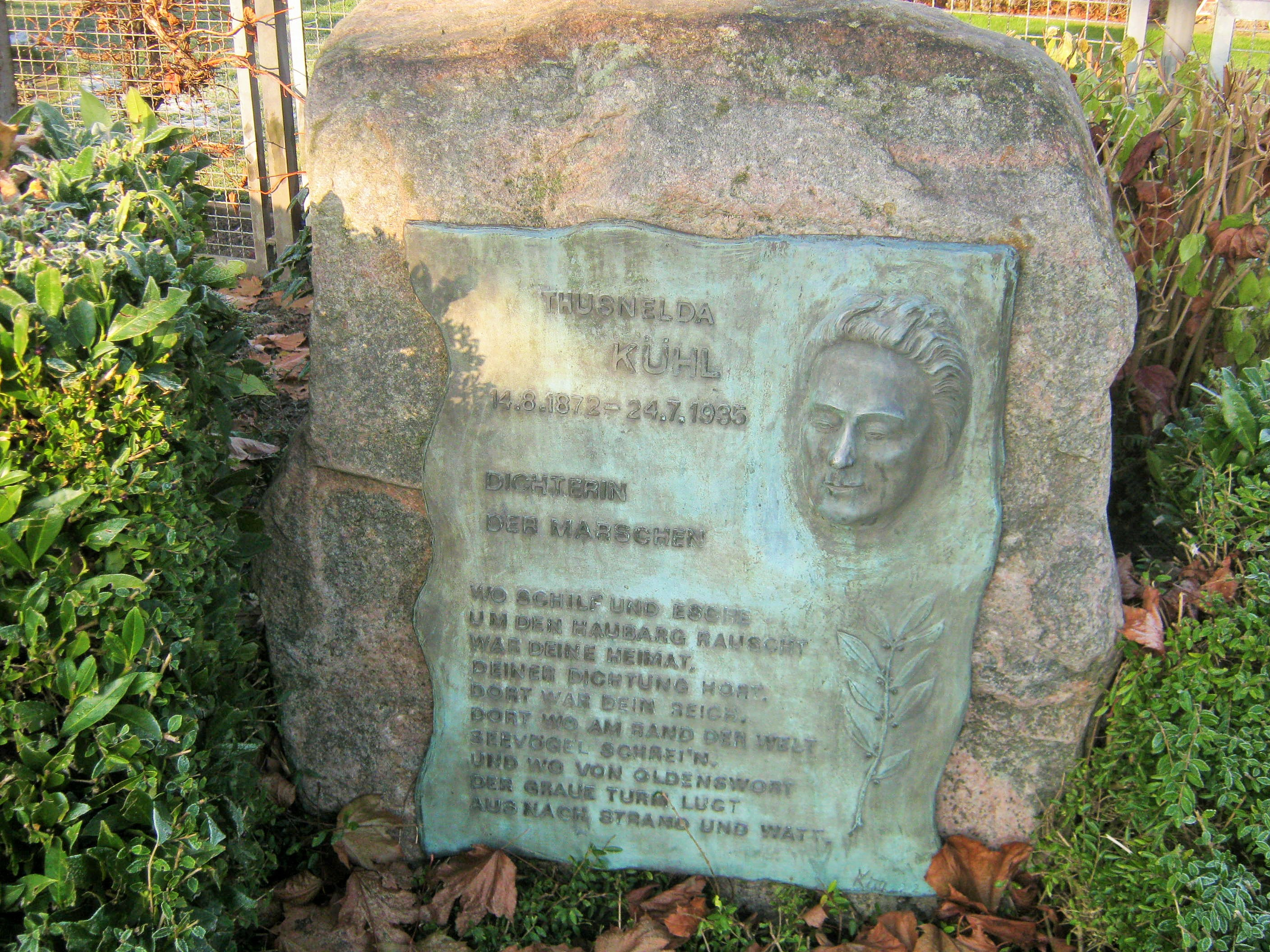
Verwitterter Gedenkstein für die „Dichterin der Marschen“, Thusnelda Kühl, in Oldenswort (2022).

Thusnelda Kühl, bürgerlich nach ihrer Heirat Thusnelda Petersen (* 14. August 1872 in Kollmar; † 24. Juli 1935 in Rendsburg), war eine deutsche Schriftstellerin.

## Leben
Thusnelda Kühl wurde im Sommer 1872 als Tochter des liberalen und sozial engagierten Pastors Carsten Kühl und seiner Frau Wilhelmine, geborene von Oldenburg, in Kollmar geboren. Ihre Mutter war ebenfalls als Schriftstellerin tätig.
Kühls Leben war lange von zahlreichen Ortswechseln geprägt. Ab Herbst 1876 lebte sie mit ihrer Familie in Oldenswort in Eiderstedt. 1886 zog sie nach Lübeck in ein Mädchenpensionat, anschließend nach Flensburg, um eine Mädchenschule zu besuchen. 1888 kehrte sie nach Oldenswort zurück und wurde dort konfirmiert. Im Folgejahr begann sie eine Lehrerinnenausbildung in Augustenburg auf Alsen. Die dortige Atmosphäre empfand sie als bedrückend. Sie wurde für kurze Zeit Lehrerin in Flensburg und anschließend Erzieherin in Quern. 1894 legte sie die Prüfung für das Lehramt an mittleren und höheren Mädchenschulen ab und arbeitet bis 1895 an einer Mädchenschule in Bad Lauterberg am Harz. Diese Zeit nannte sie später die „Ouvertüre zum Leben“. 1895 wurde sie Vorsteherin des Lehrinstituts in Friedrichstadt, wo sie ihren späteren Ehemann kennenlernte. Im Folgejahr wurde sie Lehrerin in Oldenswort. In den Jahren bis 1900 war sie unter anderem Erzieherin auf einem Gut in der Altmark. In Braunschweig lernte sie Wilhelm Raabe kennen. Außerdem arbeitete sie als Privatlehrerin in England und Kopenhagen.
1903 verließ Kühl den Schuldienst, um sich dem Schreiben zu widmen. Sie zog nach Meldorf und 1905 mit den Eltern nach Neumünster. Im selben Jahr heiratete sie Julius Petersen, der Rektor in Nortorf war, wo sie fortan lebten. 1907 und 1913 wurden eine Tochter und ein Sohn geboren. 1923 starb ihr Ehemann nach langer Krankheit und 1932 ihre Tochter im Alter von 25 Jahren.
Thusnelda Kühl starb am 24. Juli 1935 wenige Wochen vor Vollendung ihres 63. Lebensjahres an den Folgen einer Operation in Rendsburg. Sie fand ihre letzte Ruhestätte auf dem Friedhof am Lohkamp in Nortorf, wo ihr Grab erhalten ist.

## Werk
Um 1900 begann Kühl als eine von wenigen Frauen zu schreiben, vor allem Romane. Bekannt wurde sie mit dem 1904 erschienenen Roman Der Lehnsmann von Brösum. In Die Leute von Effkebüll (1905) porträtiert Kühl die Menschen in Oldenswort um die Jahrhundertwende. Diese beiden Werke und der Roman Um Ellwurth (1905) spielen in Eiderstedt. Die Biografie Harro Harring, der Friese (1906) beschreibt das Leben des Revolutionärs Harro Harring. Kühl veröffentlichte zahlreiche weitere, kürzere Werke in Zeitungen und verfasste auch Beiträge zu politischen Themen. Thusnelda Kühl wurde als „Dichterin der Marschen“ bekannt. Als ihre literarischen Vorbilder bezeichnete sie Theodor Storm und Wilhelm Raabe.
in den Jahren 1924 und 1995 wurden jeweils sechs Werke Kühls neu aufgelegt.

## Nachwirkungen
1992 wurde in Oldenswort die Thusnelda-Kühl-Gesellschaft gegründet, die sich ihrem schriftstellerischen Werk, aber auch der Landschaftsmalerei ihres jüngeren Bruders Carsten Kühl (1887–1964) widmet. Im selben Jahr wurden in Oldenswort und Nortorf Gedenksteine für Thusnelda Kühl aufgestellt. Im „Treffpunkt Oldenswort“ sind Erinnerungsstücke an die Schriftstellerin ausgestellt.

## Werke
- 1900: Am grauen Strand, am grauen Meer. Roman, in zweiter Auflage als Das Pfarrhaus von Herbersfleth erschienen.
- 1902: Die Reidings. Roman.
- 1903: Rüm Hart – Klar Kimming. Erzählung.
- 1904: Der Lehnsmann von Brösum. Roman.
- 1905: Um Ellwurth. Roman.
- 1905: Die Leute von Effkebüll. Roman.
- 1906: Harro Harring, der Friese. Biografie.
- 1906: Das Haus im Grunde. Erzählungen.
- 1906: Die Heimatlosen. Roman.
- 1907: Margaret Wendt. Novelle.
- 1908: Der Inseldoktor. Erzählung.
- 1911: Die junge Margarete Haller. Novellen.
- 1912: Die Töchter von Friedrichsholm. Roman.
- 1915: Renate Westedt. Roman.